# Boterhuiseiland
Het Boterhuiseiland is een eiland in de rivier de Zijl in Zuid-Holland, dicht bij de Kagerplassen in de gemeente Teylingen.

## Ligging en naam
Het eiland is ongeveer 2,25 ha groot en is ruwweg driehoekig van vorm. Het is ontstaan in 1936-37 toen bij het kanaliseren van de Zijl een punt van de Zwanburgerpolder werd afgesneden. Enkele honderden meters ten noorden van het eiland mondt de Zijl uit in de Kagerplassen en daarom wordt ten onrechte wel gezegd dat het Boterhuiseiland in de Kagerplassen ligt.
Ten westen van het eiland (aan de overzijde van de Zijl) ligt het eiland De Strengen met zijn smalle noordelijke uitloper Tengnagel. Ook dit eiland maakte vroeger deel uit van de Zwanburgerpolder; het ontstond toen de polder in de jaren 70 werd afgegraven waarbij de Kager plas 't Joppe ontstond.
Ten oosten van het eiland ligt de Boterhuispolder met aan de oever van de Zijl de Boterhuismolen. Het eiland ontleent daaraan zijn naam.

## Gebruikers en watersport
Het eiland is onbewoond en te klein voor rendabele landbouw. De ligging maakt het evenwel zeer geschikt als uitvalsbasis voor watersport. Ca. 1,5 van de 2,5 ha is goed bruikbaar als kampeerterrein. Niet alleen de Kagerplassen maar ook het Braassemermeer en de Westeinderplassen zijn van hieruit eenvoudig met staande mast bereikbaar.
Het Boterhuiseiland is sinds de jaren 1950 in beheer bij de Stichting Zeeverkennerscentrum Kagerplassen; zij hebben hier een permanent zeeverkennerscentrum.
In het vaarseizoen is het centrum de basis voor ca. twintig waterscoutinggroepen uit de omgeving. Het terrein is ook beschikbaar voor het houden van zomerkampen van andere waterscouts van Scouting Nederland.
In mei 2012 is er op het eiland een steunpunt van Wireless Leiden gebouwd waardoor er draadloos internet (WiFi) beschikbaar is.

## Molen
Tegenover het eiland staat de Boterhuismolen. Deze molen wordt door de waterscouts gebruikt om materiaal in op te slaan. De windmolen draait nog regelmatig. De molen heeft de status van rijksmonument.